# Iljušin Il-2 Šturmovik
Iljušin Il-2 Šturmovik (jurišnik) (rusko Ильюшин Ил-2 Штурмовик) je bilo eno od najboljših in najuspešnejših jurišnih letal 2. svetovne vojne. 

## Zgodovina
V 30. letih 20. stoletja si je vlada Sovjetske zveze prizadevala, da bi izdelali letalo, ki bo sposobno napadati tanke.
Letalo je leta 1938 izdelal ruski letalski inženir Sergej Vladimirovič Iljušin in njegova skupina pri Osrednjem konstrukcijskem biroju. Proizvodnja se je začela oktobra 1940; končala se je pozno 1944 pri številki 36.165 letal, tako da velja za enega najbolj množičnih vojaških letal v zgodovini letalstva. Proti koncu vojne ga je zamenjal drugi jurišnik - Iljušin Il-10. Kljub vsemu je letalo sodelovalo tudi v korejski vojni.

## Zasnova
Glavna značilnost tega letala je bil oklopljeni trup (od 4 – 8 mm jekla), ki je zagotavljal zaščito pred lahkim pehotnim orožjem, kar je omogočalo pilotom bolj napadalno letenje med opravljanjem naloge: napadati kopenske cilje. Letalo je nosilo okrog 800 kg oklepa, ki je varoval motor, posadko, rezervoarje za gorivo in olje ter oljni hladilnik. Zaradi te posebnosti se ga je prijelo ime »leteči tank«. Oklep je bil tudi zasnovan tako, da je predstavljal pomemben del nosilne konstrukcije letala in ne le dodatne teže. 

### Prototipi
Prvo dvosedežno prototipno letalo z motorjem Mikulin AM-35 moči 1.007 KW (1.350 KM) z oznako CKB-55 (#1) (ЦКБ-55 (N 1)) (nadomestni oznaki sta bili BŠ-2 (БШ-2) (бронированный штурмовик-второй, drugi oklopljeni jurišnik) in DBš (ДБш)) je vzletelo 2. oktobra 1939. Preskusni pilot Vladimir Konstantinovič Kokkinaki je z drugim prototipom CKB-55 #2 (N 2) poletel 30. decembra 1939. Naročili so dva takšna prototipa. Zaključne preskusne lete je tovarna končala 26. marca 1940. Opravili so štirinajst poletov s skupnim naletom 4h in 46m. Zaradi prevelike teže, ki je oviralo vodljivost/krmiljenje letala, so čez nekaj tednov skonstruirali enosedežni prototip CKB-57 (ЦКБ-57), ki je prvič poletel 12. oktobra 1940. Imel je motor Mikulin AM-38 moči 1268 KW (1.700 KM) brez turbopolnilnika.

### Il-2
Letalo je nato vstopilo v proizvodnjo z oznako BŠ-2, ki so jo aprila 1941 spremenili v Il-2. Avgusta istega leta je mesečna proizvodnja dosegla 300 letal. Opremljeno je bilo z dvema 20 mm topoma.

### Il-2M
Zaradi odstranitve zadnjega strelca je bilo letalo zelo ranjivo za napade od zadaj, zato so ponovno povečali kabino in posadki dodali še zadnjega strelca, ki je bil opremljen z 12.7 mitraljezom, vpetim v konstrukcijo kabine. Pilot in strelec sta bila ločena z bencinskim tankom. Zamenjali so tudi topa, zdaj v 23 mm, ki sta imela boljše prebojne lastnosti in dodali so nosilce za osem 82-mm protitankovskih raket.

### Il-2 Tip 3
Il-2 Tip 3 (ali Il-2m3) je bila izboljšana izpeljanka Il-2M. Vgradili so močnejši motor (1320 hp), predelali prevleko letala in vgradili hitrejša bombna vrata za spustitev 200 2.5 kg protitankovskih bombic.

### Il-2 Tip 3M
Izboljšali so aerodinamične lastnosti letala in zamenjali topova s 37-milimetrskima. Povečali so število nosilcev raket; zdaj 32. Izboljšali so tudi strelni mehanizem in uskladili delovanje orožij.

### Il-2T
Il-2T je bilo protipodmorniško letalo, opremljeno z enim 533 mm torpedom, ki je bilo pritrjeno pod trup letala.

### Il-2U
Il-2U je bilo dvosedežno trenažno letalo.

## Simulatorji
- IL-2 Sturmovik, Maddox Games (2001)